# Juan Diego Botto
Juan Diego Botto Rota (Buenos Aires, 29 de agosto de 1975) es un actor y director argentino nacionalizado español. Es hijo de los actores argentinos Cristina Rota y Diego Botto, hermano de María Botto y Nur Levi, y primo de Alejandro Botto, todos ellos también actores.

## Biografía

### Primeros años
Juan Diego Botto nació el 29 de agosto de 1975 en Buenos Aires, Argentina. Es hijo de la actriz argentina y profesora de interpretación Cristina Rota, y del actor argentino Diego Botto, quien desapareció en 1977 durante la campaña de terror de la dictadura argentina de Videla. La pareja tenía una hija mayor, la también actriz María Botto (1974).
En 1978, cuando tenía solo 2 años, su madre embarazada de una nueva pareja decidió abandonar el país y trasladarse a España, donde dio a luz a su hija, la también actriz Nur Levi (1979). La familia fijó su residencia permanentemente en España gracias a la doble nacionalidad, y donde desde entonces Botto se crio y residió.

### Carrera artística
Botto estudió interpretación en la escuela fundada por su madre en Madrid, germen del posterior Centro de Nuevos Creadores, con sede en la Sala Mirador, por donde han pasado algunos de los mejores actores y actrices españoles. Más tarde se trasladó a Nueva York para continuar sus estudios bajo la dirección de Uta Hagen.
Su primera aparición en el cine fue a la edad de 8 años en la película Juego de poder, de Fausto Canel (1983).
Durante la década de los 80 hace pequeños papeles en películas, e incluso consigue un rol importante en la famosa serie de televisión estadounidense de 1990 El Zorro, hasta que en 1992 logra un papel como hijo de Cristóbal Colón en la película 1492: La conquista del paraíso, de Ridley Scott. Tres años después protagoniza la película Historias del Kronen, de Montxo Armendáriz, con la que alcanzó gran éxito y popularidad.
Desde entonces, su carrera ha contado con conocidas películas, como Martín (Hache), del director Adolfo Aristarain, Silencio roto, de Montxo Armendáriz, Plenilunio, de Imanol Uribe, Asfalto, de Daniel Calparsoro, Vete de mí, de Víctor García León, Todo lo que tú quieras, de Achero Mañas, entre otras, así como varios trabajos en el extranjero, como The Dancer Upstairs (Pasos de baile), dirigida por John Malkovich y protagonizada por Javier Bardem, Bordertown (Ciudad del silencio), de Gregory Nava, protagonizada por Jennifer López, La mujer del anarquista, de Marie Noëlle y Peter Sehr, y El Greco, de Yannis Smaragdis, por la que obtuvo en 2008 el Premio al Mejor Actor en el Festival de Cine de El Cairo.
En su carrera profesional ha compaginado siempre el cine y el teatro. Es coordinador del teatro Sala Mirador.
En 2005 dirigió la obra de teatro El privilegio de ser perro, escrita por él mismo. En diciembre de 2008, y tras una gira por toda España, estrenó en el Teatro María Guerrero de Madrid Hamlet, dirigida y protagonizada por él, junto con José Coronado, Marta Etura y Nieve de Medina, entre otros. También es autor de las obras de teatro Despertares y celebraciones, dirigida por su madre Cristina Rota, y La última noche de la peste, dirigida por Víctor García León.
En 2012 escribe la obra de teatro Un trozo invisible de este mundo. El texto, que trata sobre la inmigración y el exilio, mezcla drama y humor con compromiso. En ella actúa dirigido por Sergio Peris-Mencheta. Juan Diego Botto obtuvo en 2014 los Premios Max de Teatro a Mejor Actor y Mejor Autor Revelación por dicha obra, que se hizo además con el Premio Max a Mejor Obra del año.
En el cine ha recibido numerosas distinciones. Ha sido cuatro veces nominado a los Premios Goya por sus participaciones en las películas Historias del Kronen, Plenilunio (2000), Vete de mí (2006) e Ismael (2013), respectivamente. También su carrera en el teatro le ha hecho ganador de un Premio Fotograma de Plata a mejor actor de teatro en 2008 por su participación en Hamlet, así como dos premios Max y un Premio Cosmopolitan.
En la década de 2010 participó en las películas Silencio en la nieve (2012), de Gerardo Herrero, Ismael (2013), de Marcelo Piñeyro, Hablar (2015), de Joaquín Oristrell,  y La ignorancia de la sangre (2014), de Manuel Gómez Pereira.
En 2016 participó en la serie Good Behavior, del canal TNT. En ella interpreta a Javier, un asesino a sueldo que se cruza con Letty (Michelle Dockery), una ladrona profesional. Bajo su frío y calculador trabajo, ambos esconden una realidad familiar dura y oscura.
En enero de 2017 trabajó en la serie de suspenso Pulsaciones, de Antena 3, donde interpreta a Rodrigo Ugarte.
En el verano de 2021, formó parte del elenco de la superproducción El Escuadrón Suicida dirigida por James Gunn.
En septiembre de 2021, le fue otorgado el Premio Nacional de Teatro.
En octubre de 2022 estrena su primer largometraje como director, titulado En los márgenes con Penélope Cruz y Luis Tosar como protagonistas.
En marzo de 2025 coprotagonizó Los aitas una película de Borja Cobeaga.

## Filmografía

### Cine

#### Como actor
| Año  | Título                                        | Papel                          | Dirección                                      |
| ---- | --------------------------------------------- | ------------------------------ | ---------------------------------------------- |
| 1982 | Martes y trece, ni te cases ni te embarques   | Niño                           | Javier Aguirre                                 |
| 1983 | Juego de poder                                | Niño con globos                | Fausto Canel                                   |
| 1985 | Teo el pelirrojo                              | Santiago                       | Paco Lucio                                     |
| 1985 | Los motivos de Berta: Fantasía de pubertad    | Niño                           | José Luis Guerín                               |
| 1986 | El río de oro                                 | Miguel                         | Jaime Chávarri                                 |
| 1987 | Hace quince años (cortometraje)               |                                | José Luis Escolar                              |
| 1989 | Si te dicen que caí                           | Sarnita                        | Vicente Aranda                                 |
| 1990 | Ovejas negras                                 | Adolfo niño                    | José Luis Carreño                              |
| 1991 | Cómo ser mujer y no morir en el intento       | Sergio                         | Ana Belén                                      |
| 1991 | Lucrecia                                      | César                          | Bosco Arochi                                   |
| 1992 | 1492: La conquista del paraíso                | Diego                          | Ridley Scott                                   |
| 1993 | Máscara de Dijon                              | Tony Holiday                   | Nicolás Echevarría                             |
| 1995 | Historias del Kronen                          | Carlos                         | Montxo Armendáriz                              |
| 1996 | La sal de la vida                             | Charly                         | Eugenio Martín                                 |
| 1996 | Éxtasis                                       | Aspirante                      | Mariano Barroso                                |
| 1996 | La Celestina                                  | Calisto                        | Gerardo Vera                                   |
| 1996 | Más que amor, frenesí                         | Carlos                         | Alfonso Albacete, David Menkes y Miguel Bardem |
| 1997 | En brazos de la mujer madura                  | Andrés                         | Manuel Lombardero                              |
| 1997 | Martín (Hache)                                | Hache                          | Adolfo Aristarain                              |
| 1998 | ¿Soy linda?                                   | Felipe                         | Doris Dörrie                                   |
| 1999 | Novios                                        | Arturito                       | Joaquín Oristrell                              |
| 1999 | Sobreviviré                                   | Iñaqui                         | Alfonso Albacete y David Menkes                |
| 1999 | Ave María                                     | Miguel                         | Eduardo Rossoff                                |
| 2000 | Plenilunio                                    | Asesino                        | Imanol Uribe                                   |
| 2000 | Asfalto                                       | Charly                         | Daniel Calparsoro                              |
| 2001 | Silencio roto                                 | Manuel                         | Montxo Armendáriz                              |
| 2001 | Pasos de baile                                | Sucre                          | John Malkovich                                 |
| 2002 | El caballero don Quijote                      | Tosilos                        | Manuel Gutiérrez Aragón                        |
| 2002 | Trece campanadas                              | Jacobo                         | Xabier Villaverde                              |
| 2002 | El balancín de Iván (cortometraje)            | Roberto                        | Darío Stegmayer                                |
| 2003 | Los abajo firmantes                           | Jorge                          | Joaquín Oristrell                              |
| 2004 | Roma                                          | Joaco / Manuel Cueto           | Adolfo Aristarain                              |
| 2005 | Obaba                                         | Miguel                         | Montxo Armendáriz                              |
| 2005 | La fiesta del Chivo                           | Amadito García Guerrero        | Luis Llosa                                     |
| 2006 | Vete de mí                                    | Guillermo                      | Víctor García León                             |
| 2006 | Va a ser que nadie es perfecto                | Actor película                 | Joaquín Oristrell                              |
| 2007 | La ciudad del silencio                        | Marco Antonio Salamanca        | Gregory Nava                                   |
| 2007 | El Greco                                      | Niño de Guevara                | Yannis Smaragdis                               |
| 2008 | La mujer del anarquista                       | Justo                          | Peter Sehr y Marie Noëlle                      |
| 2009 | Las viudas de los jueves                      | Gustavo                        | Marcelo Piñeyro                                |
| 2009 | King Conqueror                                | Alphonse                       | José Antonio Escrivá                           |
| 2010 | Todo lo que tú quieras                        | Leo                            | Achero Mañas                                   |
| 2011 | Silencio en la nieve                          | Arturo Andrade                 | Gerardo Herrero                                |
| 2012 | Dictado                                       | Daniel                         | Antonio Chavarrías                             |
| 2012 | God Loves Caviar                              | Lefentarios                    | Yannis Smaragadis                              |
|      | Los sueños de Ulma (cortometraje)             | Pareja de Ulma                 | Rómulo Aguillaume y Leonor Watling             |
| 2013 | Ismael                                        | Luis                           | Marcelo Piñeyro                                |
| 2014 | La ignorancia de la sangre                    | Falcón                         | Manuel Gómez Pereira                           |
| 2015 | Hablar                                        | El Explotador                  | Joaquín Oristrell                              |
| 2017 | Los comensales                                | Juan                           | Sergio Villanueva                              |
| 2018 | Una noche con Juan Diego Botto (cortometraje) | Juan Diego Botto               | Teresa Bellón y César F. Calvillo              |
| 2020 | Rocambola                                     | Saeta                          | Juanra Fernández                               |
| 2020 | Los Europeos                                  | Antonio                        | Víctor García León                             |
| 2021 | The Suicide Squad                             | Presidente General Silvio Luna | James Gunn                                     |
| 2022 | No mires a los ojos                           | Sergio O'Kane                  | Félix Viscarret                                |
| 2022 | En los márgenes                               | Manuel                         | Juan Diego Botto                               |
| 2024 | La habitación de al lado                      | Fotógrafo                      | Pedro Almodóvar                                |
| 2025 | Los aitas                                     | Juanma                         | Borja Cobeaga                                  |

#### Como director o guionista
| Año  | Título                | Director | Guionista | Notas                                                                                    |
| ---- | --------------------- | -------- | --------- | ---------------------------------------------------------------------------------------- |
| 2003 | Los abajo firmantes   | No       | Sí        | Largometraje dirigido por Joaquín Oristrell, coescrito junto a su hermana María.         |
| 2004 | ¡Hay motivo!          | Sí       | No        | Largometraje colectivo de protesta, director del cortometraje Doble moral.               |
| 2020 | Relatos con-fin-a-dos | Sí       | Sí        | Miniserie de televisión producida por Amazon Prime Video, director del capítulo Gourmet. |
| 2022 | En los márgenes       | Sí       | Sí        | Primer largometraje.                                                                     |

### Televisión
| Año         | Título                        | Cadena         | Personaje        | Episodios    |
| ----------- | ----------------------------- | -------------- | ---------------- | ------------ |
| 1990 - 1993 | El Zorro                      | Family Channel | Felipe           | 86 episodios |
| 1995        | El día que me quieras         | La 1           | Jose             | 1 episodio   |
| 1996        | Lucrecia                      | Antena 3       | César            | TV Movie     |
| 2003        | Augustus: El primer emperador | Telecinco      | Iullus Antonius  | TV Movie     |
| 2010        | ¿Qué fue de Jorge Sanz?       | Canal+         | Juan Diego Botto | 1 episodio   |
| 2011        | Imprescindibles               | La 1           | Narrador         | 1 episodio   |
| 2016 - 2017 | Good Behavior                 | TNT            | Javier Pereira   | 20 episodios |
| 2017        | Pulsaciones                   | Antena 3       | Rodrigo Ugarte   | 10 episodios |
| 2019        | Instinto                      | #0             | Pol Garrido      | 5 episodios  |
| 2020        | White Lines                   | Netflix        | Oriol Califat    | 10 episodios |
| 2021        | Todos mienten                 | Movistar+      | Sergio           | 6 episodios  |
| 2022        | No me gusta conducir          | TNT            | Pablo Lopetegui  | 6 episodios  |

## Teatro

### Como actor
| Obra                                                    | Autor               | Director              |
| ------------------------------------------------------- | ------------------- | --------------------- |
| Rosencrantz y Guilderstern han muerto                   | Tom Stoppard        | Cristina Rota         |
| Alesio, una comedia de tiempos pasados o bululú y medio | Ignacio García May  | Pere Planella         |
| Veinte años no es nada                                  | Eduardo Recabarren  | Eduardo Recabarren    |
| Un rufián en la escalera                                | Joe Orton           | Cristina Rota         |
| Ciudades perdidas                                       | Bertolt Brecht      | Daniel Suárez         |
| Coriolano                                               | William Shakespeare | Eusebio Lázaro        |
| El privilegio de ser perro                              | Juan Diego Botto    | Juan Diego Botto      |
| Hamlet                                                  | William Shakespeare | Juan Diego Botto      |
| Un trozo invisible de este mundo                        | Juan Diego Botto    | Sergio Peris-Mencheta |
| Una noche sin Luna                                      | Juan Diego Botto    | Sergio Peris-Mencheta |

### Como autor
- El privilegio de ser perro, debut como dramaturgo y director de escena.
- Despertares y celebraciones, coescrita con su madre y dirigida por ella.
- La última noche de la peste, dirigida por Víctor García León.
- Un trozo invisible de este mundo, dirigida por Sergio Peris-Mencheta.
- Una noche sin luna, dirigida por Sergio Peris-Mencheta.

### Como director
- El privilegio de ser perro
- Hamlet

## Videojuegos

### Como doblador
- Assassin's Creed 2, pone la voz al personaje de Leonardo Da Vinci en el juego.[36]

## Premios y nominaciones
Premios Goya
| Año  | Categoría                                   | Trabajo nominado     | Resultado |
| ---- | ------------------------------------------- | -------------------- | --------- |
| 1995 | Mejor actor revelación                      | Historias del Kronen | Nominado  |
| 2000 | Mejor interpretación masculina protagonista | Plenilunio           | Nominado  |
| 2005 | Mejor película documental                   | ¡Hay motivo!         | Nominado  |
| 2006 | Mejor interpretación masculina de reparto   | Vete de mí           | Nominado  |
| 2013 | Mejor interpretación masculina de reparto   | Ismael               | Nominado  |
| 2021 | Mejor interpretación masculina de reparto   | Los europeos         | Nominado  |
| 2023 | Mejor director novel                        | En los márgenes      | Nominado  |

Premios Ondas
| Año  | Categoría                             | Trabajo nominado     | Resultado |
| ---- | ------------------------------------- | -------------------- | --------- |
| 2023 | Mejor intérprete masculino en ficción | No me gusta conducir | Ganador   |

Premios Feroz
| Año  | Categoría                         | Trabajo nominado     | Resultado |
| ---- | --------------------------------- | -------------------- | --------- |
| 2021 | Mejor actor de reparto            | Los europeos         | Ganador   |
| 2023 | Mejor actor protagonista de serie | No me gusta conducir | Ganador   |

Premios de la Unión de Actores
| Año  | Categoría                          | Trabajo nominado     | Resultado |
| ---- | ---------------------------------- | -------------------- | --------- |
| 1995 | Mejor intérpretación revelación    | Historias del Kronen | Nominado  |
| 2006 | Mejor actor secundario de cine     | Vete de mí           | Nominado  |
| 2009 | Mejor actor protagonista de teatro | Hamlet               | Nominado  |
| 2022 | Mejor actor protagonista de teatro | Una noche sin luna   | Ganador   |

Premios Fotogramas de Plata
| Año  | Categoría                 | Trabajo nominado     | Resultado |
| ---- | ------------------------- | -------------------- | --------- |
| 2008 | Mejor actor de teatro     | Hamlet               | Ganador   |
| 2022 | Mejor actor de televisión | No me gusta conducir | Ganador   |

Premios del Festival de Cine de El Cairo
| Año  | Categoría   | Trabajo nominado | Resultado |
| ---- | ----------- | ---------------- | --------- |
| 2008 | Mejor actor | El Greco         | Ganador   |

Premios Max de Teatro
| Año  | Categoría              | Trabajo nominado                 | Resultado |
| ---- | ---------------------- | -------------------------------- | --------- |
| 2014 | Mejor actor            | Un trozo invisible de este mundo | Ganador   |
| 2014 | Mejor autor revelación | Un trozo invisible de este mundo | Ganador   |

Premios Cosmopolitan
| Año  | Categoría        | Trabajo nominado | Resultado |
| ---- | ---------------- | ---------------- | --------- |
| 2014 | Campeón de Capua | Campeón de Capua | Ganador   |

Otros
| Año  | Categoría                                                  | Trabajo nominado                                                                        |
| ---- | ---------------------------------------------------------- | --------------------------------------------------------------------------------------- |
| 2017 | Premio Pau i Justícia - Festival Humans Fest, VIII edición | A la carrera profesional cinematográfica dedicada a la defensa de los derechos humanos. |
| 2021 | Premio Nacional de Teatro                                  | Una noche sin luna.                                                                     |